# Lawndale (Kalifornien)
Lawndale ist eine US-amerikanische Stadt im Los Angeles County des Bundesstaats Kalifornien.
Das U.S. Census Bureau hat bei der Volkszählung 2020 eine Einwohnerzahl von 31.807 ermittelt.

## Geographie
Lawndale grenzt im Westen an Redondo Beach, im Norden an Hawthorne, im Südosten an Torrance und an Alondra Park im Osten. Das Stadtgebiet hat eine Größe von 5,1 km².

## Geschichte
Im Jahre 1905 wurde der Ort wurde von Charles B. Hopper gegründet und nach einem Vorort von Chicago benannt. Der Verkauf von Grundstücken lief zunächst nur schleppend an, aber 1906 kamen die ersten Siedler in den Ort. Bis 1910 stieg die Zahl der Bewohner, von denen die meisten Farmer waren, auf 142.
Die 20er Jahre waren durch die Erdölförderung geprägt. Durch Spekulanten und Arbeiter der Ölindustrie getrieben, stiegen Grundstückspreise stark an, sanken aber nachdem die Fördermengen ab 1929 wieder zurückgingen ebenfalls wieder ab. Nach dem Zweiten Weltkrieg stieg die Nachfrage nach Wohnungen durch Zuwanderer und Veteranen wieder an und Lawndale wurde zu einer reinen Wohngegend. Viele der Bewohner waren Pendler, die in anderen Orten arbeiteten. Am 28. Dezember 1959 stimmten die Bewohner für die offizielle Gründung einer neuen Stadt im Los Angeles County, um der Eingemeindung durch eine der umliegenden Städte zu entgehen.
In den 80er Jahren kamen viele junge Leute nach Lawndale, die gerne in Strandnähe wohnen wollten, es sich aber nicht leisten konnten, und so in weniger attraktive Städte im Landesinneren zogen. Mit dem im Jahre 2003 beendeten Urban Renewal Project versuchte man jedoch durch Verschönerungen entlang des Hawthorne Boulevards, der Hauptverkehrsstraße der Stadt, weitere Bewohner und auch Touristen anzulocken.
2004 wurde ein elektronisches Werbeschild angebaut. Es erstellt eine Einnahme von zirka 200.000 USD jährlich.

## Söhne und Töchter der Stadt
- Roy Rogers (1911–1998) und Bettie Page (1923–2008) wohnten eine Zeit lang in dieser Stadt.
- Fred Dryer (* 1946) ist in Lawndale aufgewachsen.
- Nnamdi Asomugha, Football-Spieler bei den Oakland Raiders, ging in Lawndale zur Schule.

## Unterricht
Lawndale Elementary Schulsprengel
- Will Rogers Middle School
- Jane Addams Middle School
- F.D.R Elementary School
- William Anderson Elementary School
- William Green Elementary School
- Mark Twain Elementary School
- Billy Mitchell Elementary School
- Lucille J. Smith Elementary School

Centinela Valley Union High School District
- Lawndale High School
- Leuzinger High School
- Lloyde High School[2]

Environmental Charter High School ist ein charter school in Lawndale.

## The Lawndalian
The Lawndalian ist der Newsletter der Stadt, erhältlich jetzt online. Der informiert die Einwohner über lokale Programme und Ereignisse.